# 温汤廊屋桥
温汤廊屋桥，是位于中国福建省福州市闽清县桔林乡温汤村的一个清代古桥，2019年入选第六批闽清县文物保护单位。
温汤廊屋桥是一座横跨温汤溪的单跨木拱斜撑廊屋桥，始建年代无考，清朝同治十三年（1874年）重修，西南东北走向，全长13.3米，宽3.86米，桥面距水面5.5米，两岸桥台以块石叠砌，前端八字木拱以圆杉木搭成，廊屋面阔4柱，进深7间，用柱32根，9檩抬梁木构架，悬山屋顶，两侧有供行人休息的座椅，廊屋正檩上有墨书说明该桥重修年份。